# Gornje Jarušice
Gornje Jarušice (en serbe cyrillique : Горње Јарушице) est un village de Serbie situé dans la municipalité d’Aerodrom (Kragujevac), district de Šumadija. Au recensement de 2011, il comptait 564 habitants.

## Démographie
| 1948 | 1953 | 1961 | 1971 | 1981 | 1991 | 2002 | 2011 |
| ---- | ---- | ---- | ---- | ---- | ---- | ---- | ---- |
| 925  | 957  | 929  | 856  | 798  | 738  | 655  | 564  |

|  |